# Oranjegekte

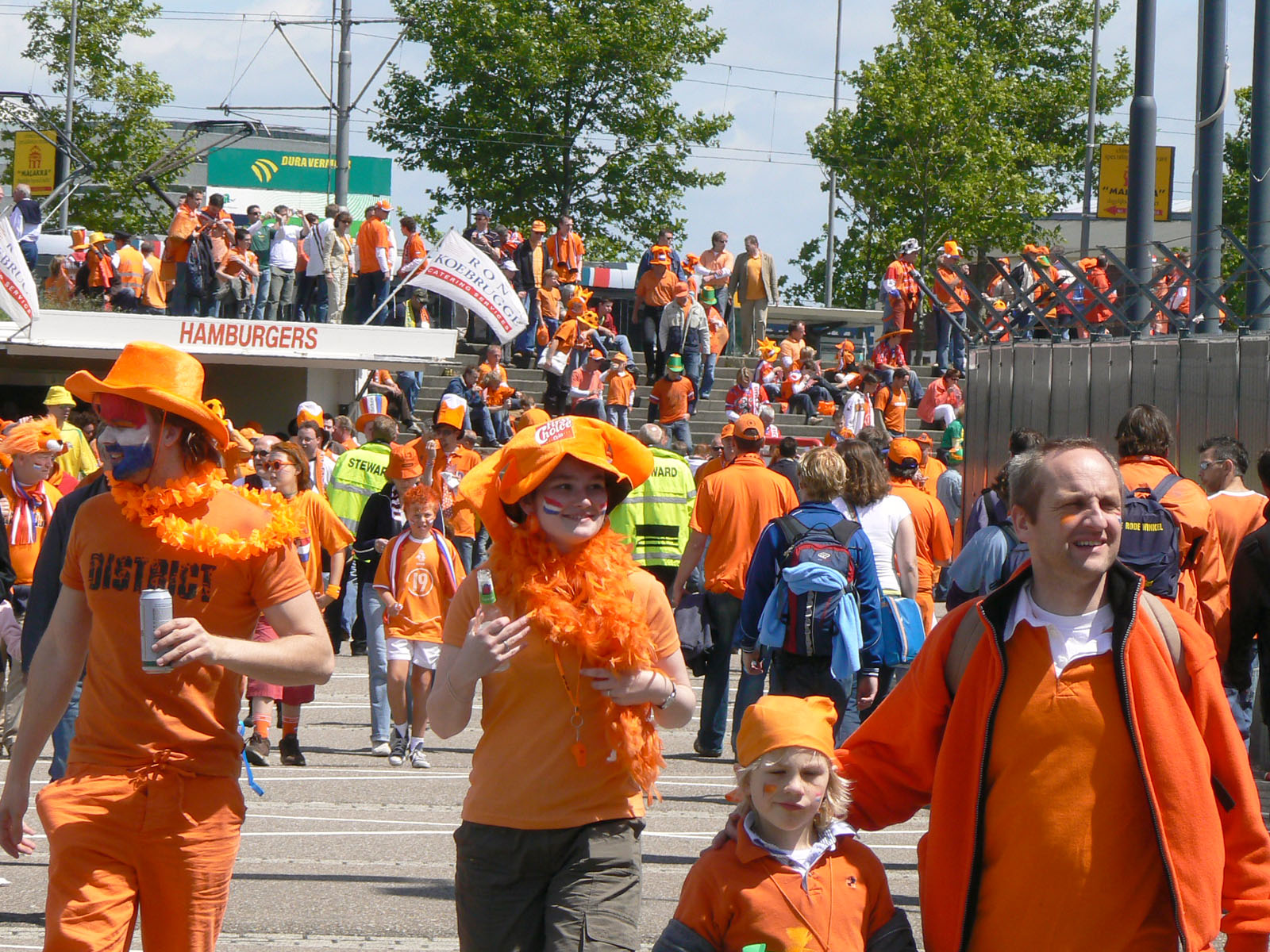
Kibice ubrani na pomarańczowo podczas MŚ 2006

Oranjegekte (pomarańczowe szaleństwo) – fenomen, jaki objawia się w Holandii podczas wielkich imprez sportowych, zwłaszcza piłkarskich, a także podczas Dnia Króla (dawniej Dnia Królowej). Polega on na tym, że w czasie trwania wydarzenia, np. piłkarskich mistrzostw świata samochody, ulice, domy oraz wiele innych miejsc i przedmiotów w holenderskich miejscowościach dekorowanych jest pomarańczowymi flagami i innymi ozdobami, a ludzie noszą pomarańczowe koszulki i nakrycia głowy (pomarańczowy jest kolorem obecnie panującej rodziny królewskiej i tym samym nieformalnie uchodzi za barwę narodową Holandii). Fenomen przybrał wagę znaczenia kulturowego i oprócz oznaki solidaryzowania się i kibicowania holenderskim sportowcom stał się również istotną manifestacją poczucia holenderskiej tożsamości narodowej. Początki Oranjegekte datuje się na rok 1974, kiedy reprezentacja Holandii doszła do finału X piłkarskich Mistrzostw Świata.